# Gastrosaccus trilobatus
Gastrosaccus trilobatus is een aasgarnalensoort uit de familie van de Mysidae. De wetenschappelijke naam van de soort is voor het eerst geldig gepubliceerd in 1998 door Masaaki Murano en Anton McLachlan. De soort werd gevonden op zandstranden van Oman.